# Авеццано
Авецца́но  (итал.  Avezzano ) — коммуна и город в Италии, расположена в регионе Абруццо, подчинена административному центру провинции Л’Акуила.
Население составляет 40 957 человек (на 2008 г.), плотность населения составляет 393,7 чел./км². Занимает площадь 104,04 км². Почтовый индекс — 67051 . Телефонный код — 0863.
Покровителями города считаются Пресвятая Богородица (Madonna di Pietraquaria) и св. апостол Варфоломей. Праздник города ежегодно празднуется 27 апреля.

## Известные уроженцы и жители
- Марио Челио (1921—1944) — итальянский солдат, танкист, участник Движения Сопротивления в Италии во время Второй мировой войны. Кавалер высшей награды Италии за подвиг на поле боя — золотой медали «За воинскую доблесть» (1944, посмертно).